# Sint-Pauluskerk (Landhorst)

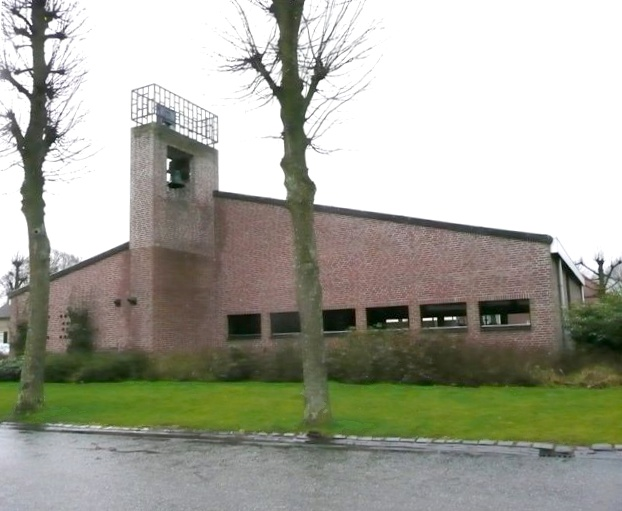
Sint-Pauluskerk

De Sint-Pauluskerk was de parochiekerk van de tot de Noord-Brabantse gemeente Land van Cuijk behorende plaats Landhorst, gelegen aan de Kerkstraat 6.

## Geschiedenis
Landhorst werd pas in 1945 een dorp. In 1951 werd een noodkerk betrokken. Een definitieve kerk werd gebouwd in 1968 naar ontwerp van Th. van den Acker. In 2010 fuseerde de parochie tot de 14 kerken tellende parochie Maria Moeder van de Kerk. Van deze kerken zouden er 9 worden gesloten. In 2019 werd de kerk aan de eredienst onttrokken. In 2020 werd de kerk aangekocht door Johan Vlemmix die er een opnamestudio in begon.

## Gebouw
Het betreft een gebouw in baksteen en glas, met hellende daken en voorzien van een klokkengevel die zich in de lengterichting van het gebiouw bevindt. Dit alles in de stijl van het naoorlogs modernisme.